# Stara baśń. Kiedy słońce było bogiem
Stara baśń. Kiedy słońce było bogiem – polski film historyczny z 2003 roku w reżyserii Jerzego Hoffmana. Ekranizacja powieści pod tym samym tytułem z 1876 roku autorstwa Józefa Ignacego Kraszewskiego.
Zdjęcia do filmu kręcono w Rogalinie, Żninie, Biskupinie, w Chomiąży Szlacheckiej oraz we wsi Drewno nad Jeziorem Oćwieckim.

## Fabuła
Akcja filmu rozgrywa się w IX wieku. W nadgoplańskim kraju rządy sprawuje książę Popiel. Aby zapewnić sukcesję synowi, morduje cały swój ród, jednak jego zbrodnie wywołują bunt.

## Obsada
- Michał Żebrowski – Ziemowit
- Katarzyna Bujakiewicz – Mila
- Daniel Olbrychski – Piastun
- Bohdan Stupka – Popiel
- Anna Dymna – Jaga
- Ewa Wiśniewska – Jaruha
- Jerzy Trela – Wizun
- Ryszard Filipski – Wisz
- Marina Aleksandrowa – Dziwa
- Maria Niklińska – Żywia
- Małgorzata Foremniak – księżna, żona Popiela
- Krystyna Feldman – wróżka
- Andrzej Pieczyński – Znosek
- Wiktor Zborowski – Wiking tłumacz
- Michał Sieczkowski – Leszek
- Marcin Mroczek – Zdobek
- Michał Chorosiński – Bratanek
- Karolina Gruszka – głos Dziwy
- Andrzej Grąziewicz – Zabój
- Jerzy Braszka – pachołek Ziemka
- Zdzisław Szymborski – kapłanka
- Jerzy Dukay – Szpak
- Marek Cichucki – jeździec Zwiastun
- Tomasz Zaliwski – Duży
- Maciej Kozłowski – Smerda
- Mariusz Drężek – bratanek
- Krzysztof Łukaszewicz – bratanek
- Arkadiusz Bazak – Bednorz
- Dariusz Juzyszyn – Jarl Sigvald, dowódca Wikingów.

## Ocena filmu
Użytkownicy portalu Filmweb ocenili obraz na 5,5 na 10 możliwych punktów (stan na wrzesień 2018). Widzowie-użytkownicy anglojęzycznego portalu IMDb ocenili film na 5,4 na 10 (wrzesień 2018).